# Massacre de Tessalônica

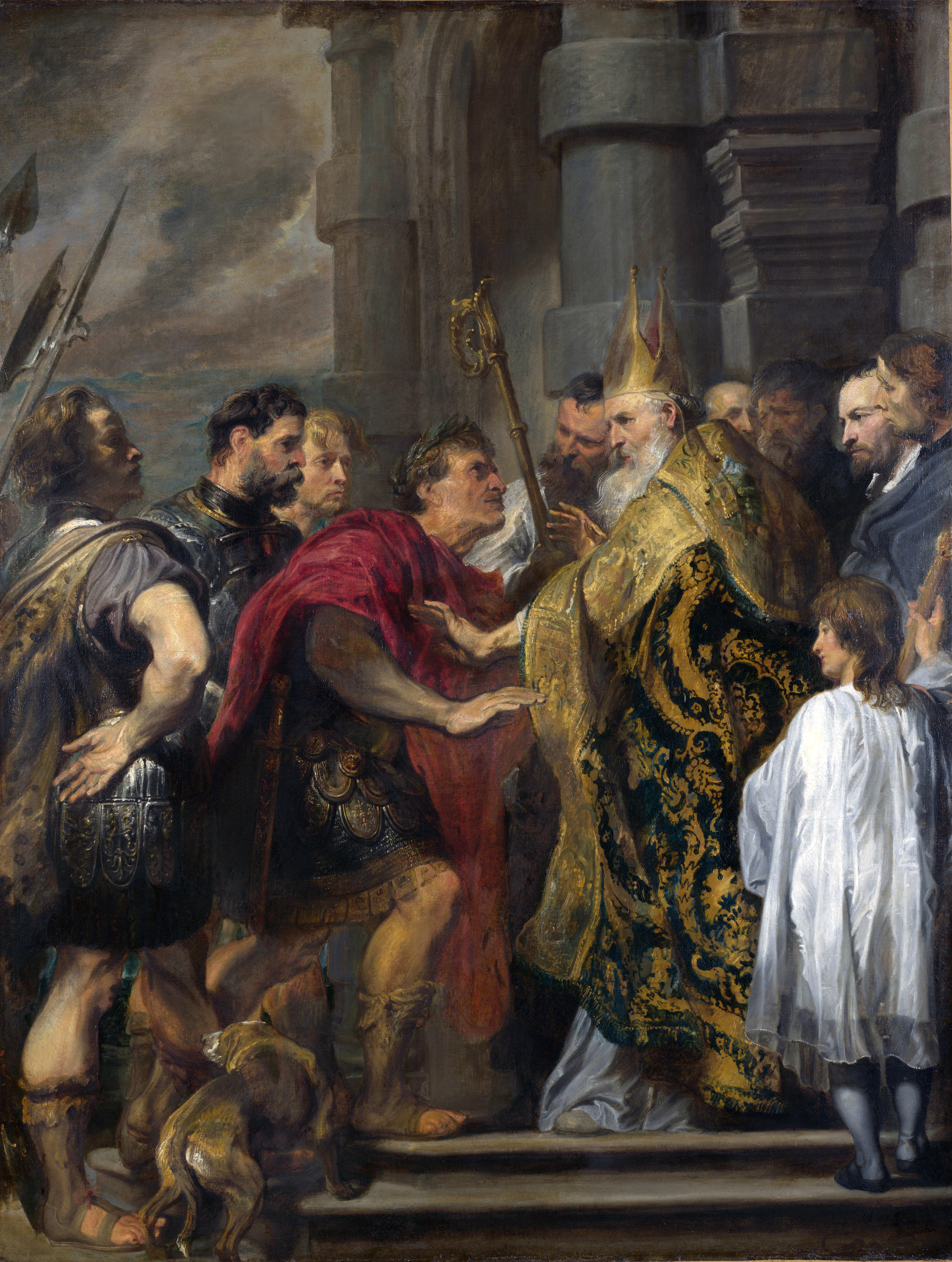
Ambrósio e Teodósio, de Anthony van Dyck.

O chamado Massacre de Tessalónica (português europeu) ou Tessalônica (português brasileiro) foi um episódio de perseguição e violência contra os não-cristãos do Império Romano ocorrido no ano de 388, e que resultou na morte de 300, 500 ou 7000 pessoas, conforme as diversas versões do acontecimento.
O Império Romano passou a tolerar o cristianismo, antes proibido, no ano de 313 d.C., com o Édito de Milão, assinado durante o império de Constantino I (no Ocidente) e Licínio (no Oriente), no mesmo dia em que ocorreu o casamento de Licínio com Constantia, irmã do imperador ocidental. Com o édito, o cristianismo passou a ser uma das religiões oficiais do Império, havendo uma tentativa de restabelecimento do paganismo, sob a bandeira do imperador Juliano (360-363).
O cristianismo, após diversos episódios de perseguição desde a sua origem com Jesus Cristo, na região da Palestina, tornou-se a única religião oficial de Roma sob Teodósio I (r. 379–395). Mas a decisão não foi aceita uniformemente por todo o Império, pois o chamado paganismo ainda detinha um número muito significativo de adeptos. O imperador sancionou leis proibindo cultos helénicos. Considerados pagãos, filósofos e professores tiveram que partir para o exílio, para evitar perseguições da polícia imperial.
Uma das medidas de Teodósio I foi tratar com rigidez aqueles que se opuseram aos preceitos do catolicismo, e um dos grandes conflitos entre a nova religião do Império com a tradição pagã dizia respeito à condenação da homossexualidade, uma prática comum na Grécia antiga e mesmo no Império Romano.
Os guerreiros espartanos tinham o hábito de dormir com os guerreiros mais jovens até a idade de sua licença. A pederastia era considerada como o melhor exemplo de companheirismo entre guerreiros, pois transmitia valor e coragem. Contudo, não há registro histórico para esta afirmativa, uma vez que havia forte conotação sexual no relacionamento, daí o uso do termo grego eros, na raiz da palavra pederastia. O relacionamento erótico, se dava entre um adulto maduro, o erastés (amante), e um adolescente entre 15 e 18 anos, o erômeno (amado). A escolha de eros para designar tal relacionamento, contrasta com as outras duas palavras gregas para amor: (a) fileo, donde vem amor filial, amor entre parentes e amigos; (b) agápe, sem correspondente em outras línguas, utilizado para um amor divino, superior. Este último termo encontra-se nos evangelhos e na Carta do apóstolo Paulo aos Coríntios, no famoso Capítulo 13. Entre os relacionamentos homossexuais, foi célebre o caso de Alexandre Magno, o grande conquistador, e seu amante Hefestião. Em Roma, o imperador Adriano teve como amante Antínoo a quem erigiu um templo no Egito depois da sua morte.
Teodósio tinha publicado um decreto que condenava à morte quem praticasse os chamados vícios do homossexualidade ou da pederastia. Aplicando a lei, o chefe da infantaria de origem goda, Buterico, encarcerou em Salonica (Grécia) um auriga (condutor de quadrigas de cavalo) do circo, atleta que gozava de grande popularidade e que, por suas atividades, ganhava tanto dinheiro como os melhores desportistas atuais.
Houve uma revolta popular e em virtude do ódio aos soldados bárbaros, o general Buterico foi morto. Ao tomar conhecimento do fato, Teodósio, que estava em Milão, ordenou um massacre do povo quando estivesse reunido para o circo. Ele teria revogado a ordem, mas esta chegou tarde e na repressão morreram diversas pessoas.
O bispo Ambrósio, numa conduta corajosa, fez frente recriminando a crueldade do imperador. Quando este, mesmo advertido por carta de Ambrósio, quis entrar na igreja acompanhado de sua corte, Ambrósio o impediu com autoridade e valentia: "Não ousaria, em sua presença, oferecer o sacrifício divino". Como o imperador recalcitrasse e invocasse o exemplo de David, Ambrósio o recriminava publicamente e lhe perguntava se aquela boca que ordenara tão cruel massacre era digna de receber a hóstia sagrada. Convidava-o a imitar Davi não só no pecado, mas, também, na penitência, pois segundo o religioso, o pecado só seria tirado pelas lágrimas e pela penitência.
Teodósio submeteu-se à penitência imposta pelo bispo e esse foi o primeiro exemplo da submissão de um imperador ao poder espiritual.